# Kike Sanfiz
Kike Sanfiz (5 de abril de 1992 en Fene, A Coruña) es un entrenador de fútbol gallego. Su carrera se ha desarrollado principalmente en categorías juveniles, destacando por su experiencia en clubes como el RC Deportivo, FC Porto o CD Lugo. También ha desempeñado labores de entrenador asistente o analista en categorías superiores.

## Formación y trayectoria profesional
Sanfiz es entrenador con licencia UEFA Pro y doctor en Ciencias del deporte, educación física y actividad física saludable por la Universidade da Coruña. Ha desempeñado también labores docentes en diferentes cursos de entrenadores.

## Experiencia reciente
En la temporada 2024/2025, Sanfiz fue entrenador del Juvenil A del Atlético Coruña Montañeros de la División de Honor juvenil. En diciembre de 2024, el club decidió prescindir de sus servicios tras una exhaustiva evaluación del rendimiento del equipo, que se encontraba con tres puntos de margen sobre los puestos de descenso, en la duodécima posición.